# Exercierhaus des Kaiser-Franz-Garde-Grenadier-Regiments Nr. 2

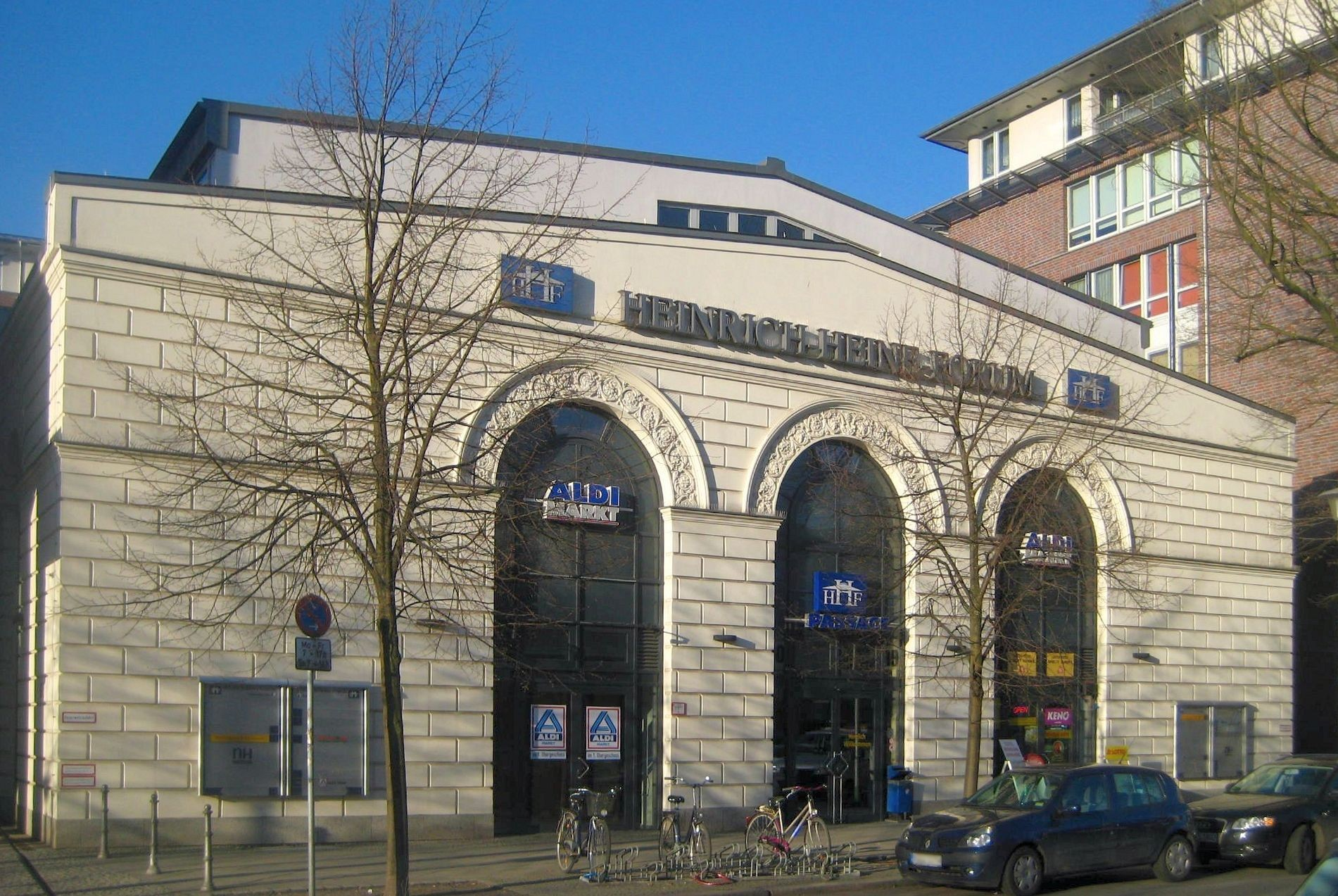
Giebelseite des Exercierhauses

Das frühere Exercierhaus des Kaiser-Franz-Garde-Grenadier-Regiments Nr. 2 ist einer der wenigen erhaltenen preußischen Militärbauten in Berlin-Mitte und steht unter Denkmalschutz.

## Exercierhaus
Das Gebäude in der Luisenstadt wurde als Exercierhaus in der Zeit von 1828 bis 1830 für das Kaiser-Franz-Garde-Grenadier-Regiment Nr. 2 errichtet zeitgleich mit anderen Berliner Exercierhäusern. Von diesen weiteren Exercierhäusern sind nur die Reste des Exercierhauses für das 2. Garderegiment zu Fuß in der Reinhardtstraße 29 erhalten. Die preußischen Exerzierhäuser entstanden sämtlich zeitgleich aufgrund eines Anordnung von Friedrich Wilhelm III., der der damaligen Auffassung folgte, das Exerzieren im Freien könne der Auslöser für den hohen Krankenstand unter den Soldaten sein.
Architekt beider Häuser war der Direktor der preußischen Heeresbauverwaltung Baurat Conrad Martin Christian Hampel (1789–1842), der beim Exercierhaus des Kaiser-Franz-Garde-Grenadier-Regiments Nr. 2 möglicherweise mit Ferdinand Fleischinger (1804–1885) zusammenarbeitete. Der eingeschossige Bau bestand ursprünglich aus 25 Achsen. Im Zweiten Weltkrieg wurde das Gebäude erheblich beschädigt, so dass heute nur noch zehn Achsen als Bauwerk erhalten sind, vom restlichen Gebäude sind noch Teile der Grundmauern und Fundamente erhalten. Im Zuge einer Neunutzung wurde das Exercierhaus mit einem neuen Glasdachaufsatz versehen und in das Heinrich-Heine-Forum integriert. Es wird von einem Lebensmitteldiscounter als Einzelhandelsfläche genutzt.